# Чжо Жунтай
Чжо Жунтай (кит. трад. 卓榮泰, упр. 卓荣泰, пиньинь Zhuó Róngtài; род. 22 января 1959, Тайбэй) — тайваньский политик, премьер-министр Китайской Республики (Тайваня) с 20 мая 2024 года. Он работал в городском совете Тайбэя с 1990 по 1998 год, когда его впервые избрали в законодательный орган Юаня. Чжо оставался законодателем до 2004 года, когда он был назначен заместителем генерального секретаря президента при администрации Чэнь Шуйбяня. В 2008 году, когда Се Чантин баллотировался в президенты, Чжо занял пост генерального секретаря Демократической прогрессивной партии. В 2017 году вернулся на государственную службу в качестве генерального секретаря Исполнительного Юаня при премьер-министре Лай Циндэ. В 2019 году Чжо сменил Цай Инвэнь на посту лидера Демократической прогрессивной партии. Он оставался лидером партии до мая 2020 года, когда Цай вновь занял этот пост.

## Ранняя жизнь и образование
Чжо родился 22 января 1959 года в Тайбэе, Тайвань. Он получил степень бакалавра права в Национальном университете Чжунсин.

## Политическая карьера
Чжо был членом Гоминьдана. Он начал свою политическую карьеру в качестве помощника Се Чантина в городском совете во время его пребывания в должности в городском совете Тайбэя. Позже он был избран членом городского совета Тайбэя с 1990 по 1998 год. После двух сроков пребывания на посту городского советника Чжо был избран в Законодательный орган Юаня в 1998 и 2001 годах. Он покинул этот пост в мае 2004 года, сменив Чэнь Ченьаня на посту заместителя генерального секретаря президента Чэнь Шуйбяня. В январе 2005 года был назначен представителем исполнительной власти Юаня. В январе 2006 года Чжо вернулся на свой прежний пост заместителя генерального секретаря в администрации президента. В октябре 2007 года Чжо был назначен генеральным секретарем Демократической прогрессивной партии. Он был заменён вскоре после поражения Се Чантина на президентских выборах в марте 2008 года.
Чжо был назначен генеральным секретарём Исполнительной власти Юаня в сентябре 2017 года и вступил в должность после инаугурации кабинета Лай Циндэ. В декабре 2018 года Чжо объявил о своём намерении баллотироваться на пост председателя Демократической прогрессивной партии, который был освобождён Цай Инвэнь после сокрушительного поражения Демократической партии на местных выборах 2018 года. Выборы руководства состоялись 6 января 2019 года. Во время конкурса Чжо получил поддержку от партийных тяжеловесов из числа «среднего поколения» или «поколения дикой лилии», в том числе от Чэн Вэньцаня, Линь Чиалуна, Чэнь Чимая, Хуан Вэйчэ, Линь Чицзяня, Вэн Чанляна и Пан Мэнана. Демократическая прогрессивная партия сообщила, что явка избирателей составила 16,9 %. Чжо набрал в общей сложности 24 699 голосов, или 72,6 % всех поданных голосов. Чжо вступил в должность 9 января 2019 года, когда были официально объявлены результаты выборов. Чжо ушёл с поста председателя 20 мая 2020 года, когда Цай Инвэнь вступила в должность на второй президентский срок.

### Премьер-министр (с 2024)
Чжо был центральной фигурой в предвыборной кампании тогдашнего вице-президента Лай Циндэ на президентских выборах 2024 года. После своей победы Лай назначил Чжо премьер-министром после своей инаугурации 20 мая.